# Нер-Томід
Нер-Томід (івр. נר בלתי ניתן לכיבוי, Незгасна свічка) — двоповерхова будівля синагоги, що знаходиться на вулиці Сергєєва-Ценського у Старому місті Сімферополя, у Київському районі міста.
Будівля збудована у XIX столітті. Пам'ятник архітектури.
За первісним проектом синагога була одноповерховою, прямокутною в плані, більшу частину площі займав молитовний зал. Стіни складені з тесаного, пиляного та бутового каменю. Товщина стінок — 0,8 метра. За радянських часів до будівлі було добудовано другий поверх. На фасаді збереглося зображення сонця над порталом.

## Історія
Проект одноповерхової синагоги «Нер-Томид» схвалено будівельним відділенням Таврійського губернського правління 10 березня 1893 року. Передбачувана дата закінчення будівництва — 1894 рік..
У грудні 1922 року, після окупації Криму більшовиками, адміністративно-організаційне управління НКВС передало синагогу у користування «двадцятці» (групі з 20 віруючих, які виступали колективною юридичною особою). На той час при «Нер-Томіді» існувала бібліотека, а загальна місткість синагоги становила 342 людини. 11 березня 1922 року ряд цінностей, що зберігалися в синагозі, було конфісковано.
17 лютого 1930 року робітники з фабрики імені Ілліча зібрали 91 підпис під зверненням до влади із проханням закрити синагогу «Нер-Томід». Більшістю з тих, хто підписався, виявилися робітники єврейського походження. До кінця місяця 15 членів «двадцятки» заявили про відмову «нести відповідальність за будівлю синагоги та за майно». На захист синагоги виступили 38 вірян, які направили до Кримської ЦВК звернення з проханням передати їм релігійну будівлю. Незважаючи на це у березні 1930 року президія сімферопольської міськради направила до Кримської ЦВК прохання про закриття синагоги.
Постановою ЦВК Кримської АРСР від 5 листопада 1930 року було вирішено відкрити у будівлі синагоги їдальню. Наступного року замість їдальні було відкрито поштово-телеграфну контору, а перед початком Другої Світової війни тут розміщувався «циганський клуб». В результаті післявоєнної реконструкції будівля стала двоповерховою. До 1990-х років у будівлі розташовувався ЖЕУ № 6, сімферопольська організація товариства порятунку на водах та кримський республіканський комітет профспілки робітників місцевої промисловості та комунально-побутових підприємств.
1992 року Об'єднана єврейська громада Криму звернулася до влади міста з проханням передати будівлю синагоги віруючим. Це прохання було задоволено через три роки. У 1997 році будинок мав 75 % зносу. На пожертвування у 2000—2001 роках було виконано ремонт приміщення. На реставраційні роботи у 2001—2002 роках громаді вимагалося 35 тисяч доларів, проте цих коштів зібрати не вдалося. У 2013 році через дощі почала руйнуватися стеля синагоги.

## Галерея

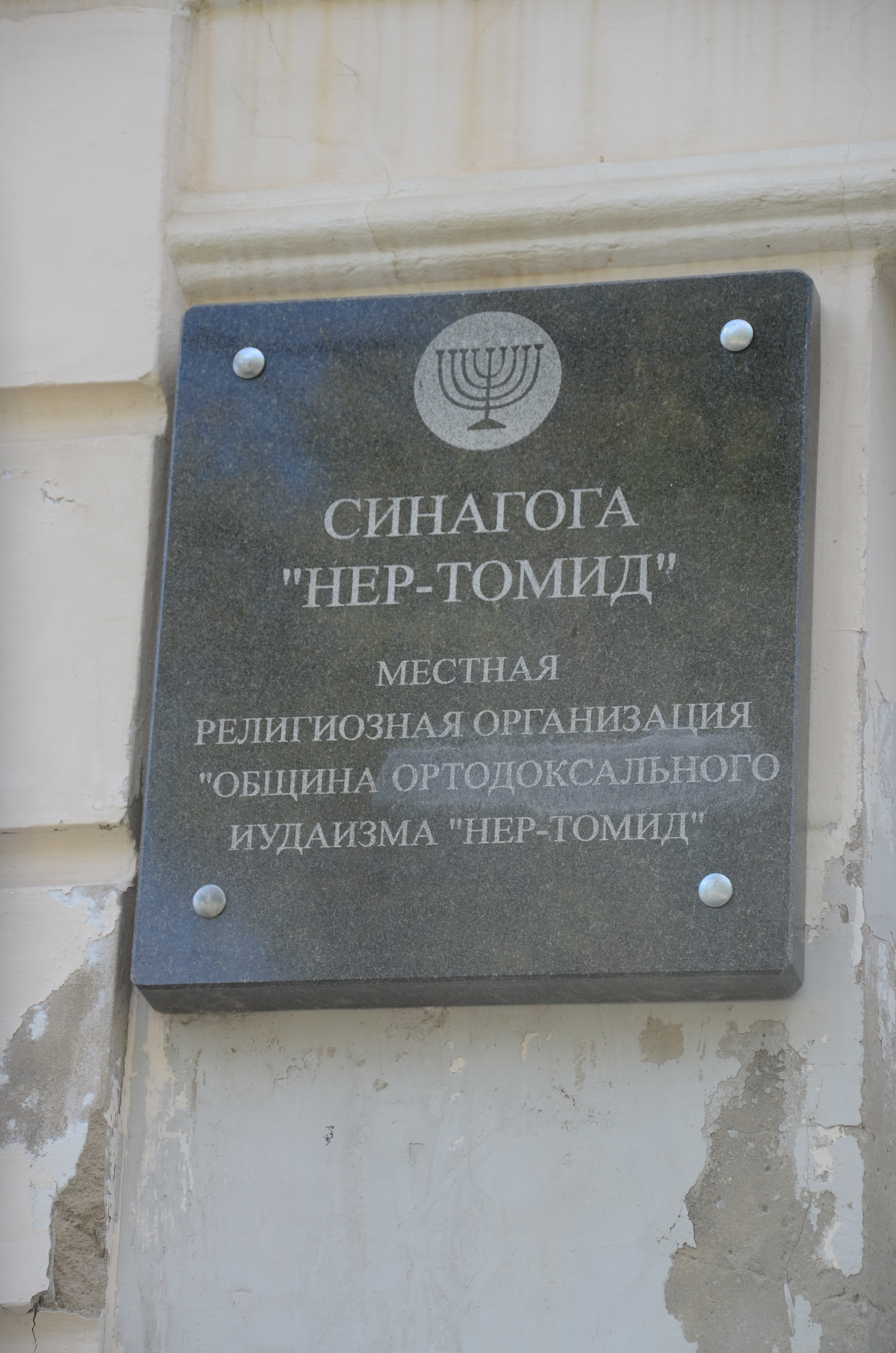